# 신아SB

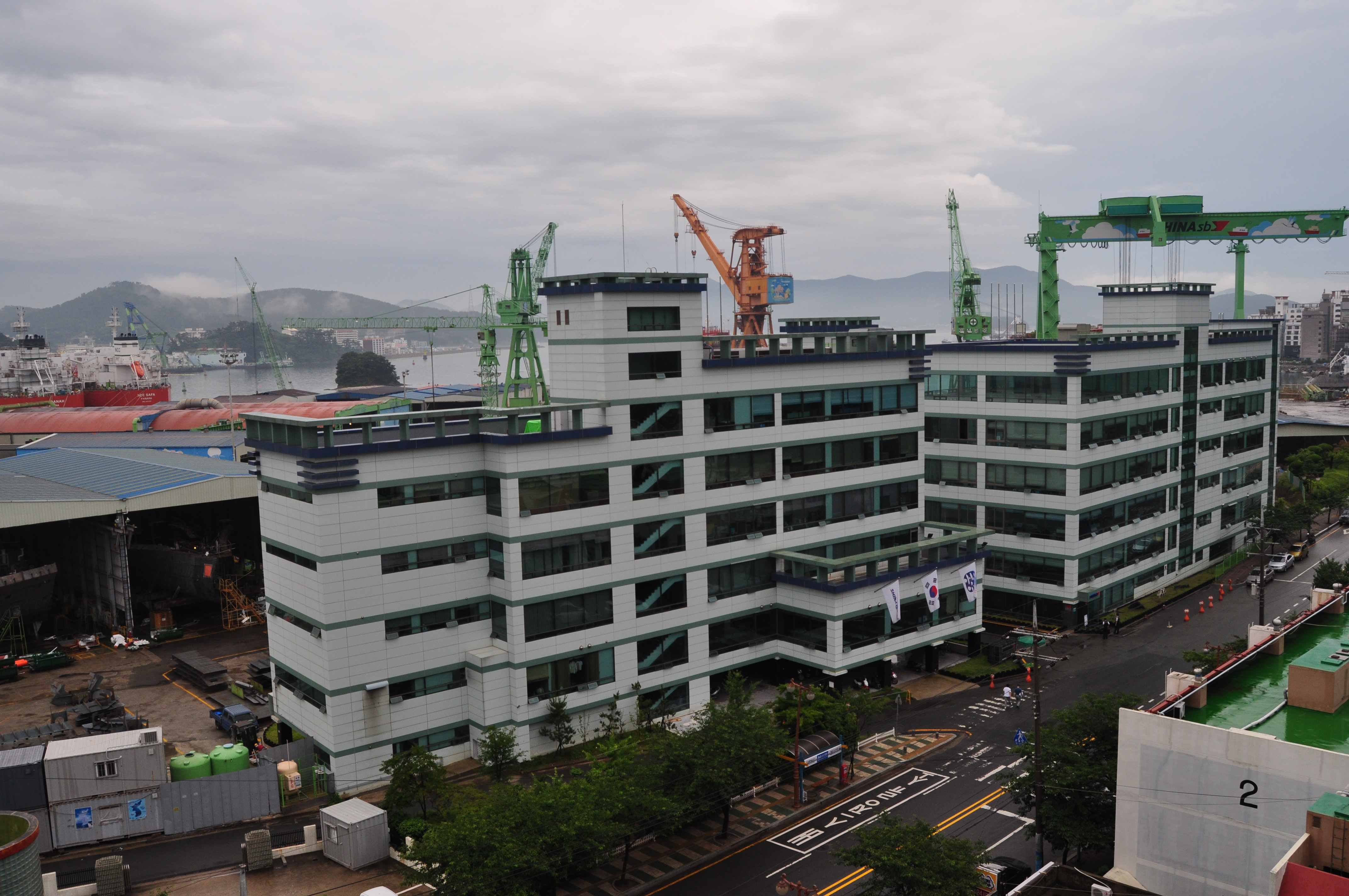
본사 사옥

주식회사 신아에스비는 경상남도 통영시에 위치한 한국의 조선업체이다.

## 시설
- NO. 1 DOCK: 190M(길이)x 37M(폭), 최대 6만톤 건조 가능
- NO. 2 DOCK: 180M(길이)x 35M(폭), 최대 6만톤 건조 가능
- NO. 3 DOCK: 240M(길이)x 50M(폭), 최대 8만톤 건조 가능
- 플로팅 DOCK: 195M(길이)x 45M(폭), 최대 5만톤 건조 가능

## 연혁
- 1946년 - 최기호조선소 설립
- 1976년 - 신아조선공업(주)으로 상호 변경
- 1978년 - 신아조선공업(주)의 주식 10만주를 대우실업이 50%, 대우중공업이 50% 인수.[1] 대우조선공업에 합병되어 법인 소멸
- 1991년 - 전 사원들이 2백만원에서 1천만원까지 염출(자본금의 53.6%)하고 충무 지역 유지들의 출자를 받아 새 법인으로 출발
- 1992년 - 출자액에 관계없이 직원 모두가 똑같이 성과급 분배받음
- 1998년 - (주)신아로 상호 변경
- 2006년 4월 - 신아조선(주)로 상호 변경
- 2006년 8월 - 우리사주조합이 보유한 지분 25.8%를 SLS중공업에 매각하면서 SLS그룹에 편입. SLS조선(주)로 상호 변경
- 2008년 - 11월 말 기준 SLS조선 수주잔량 세계 16위 기록[2]
- 2009년 - 워크아웃 신청
- 2010년 - 채권단 동의로 채무 상환 유예기간을 2012년 12월 31일까지로 연장하는 내용의 채무조정안을 결정, 경영정상화계획 이행약정 체결에 따른 출자전환으로 한국무역보험공사가 최대주주가 됨
- 2011년 - (주)신아에스비로 상호 변경
- 2017년 - 파산 선고

## SLS조선 횡령 사건
2009년 11월, 검찰은 거액의 회사 자금을 빼돌린 혐의(특정경제범죄가중처벌법상 횡령)로 SLS조선 대표이사 겸 부사장인 이여철을 구속했다. 검찰에 따르면 이국철 SLS그룹 회장의 친형인 이여철은 외주 가공업체인 S사를 설립한 뒤 2005년부터 2009년까지 SLS조선과 SLS중공업으로부터 수차례에 걸쳐 기성금을 차명계좌로 송금 받아 빼돌리거나 D사 등 하청 업체들의 임금지급 액수를 부풀리는 등의 수법으로 12억7000여만원을 횡령한 혐의를 받고 있다. 이씨는 또 2008년 8월부터 2009년 9월까지 SLS조선과 SLS중공업의 외주 가공업체로부터 회삿돈 21억원을 송금 받아 중국 투자 등 개인적인 용도로 사용한 혐의도 받고 있다. 검찰은 이씨가 빼돌린 회삿돈이 모두 44억여원에 이르는 것으로 보고 있다. 2010년 10월, 1심 법원은 이여철에게 징역 3년, 집행유예 5년을 선고했다.